# Илфов
Окръг Илфов (преди 1997 г.: Селскостопански район Илфов) e окръг в Румъния, който обгражда столицата на страната Букурещ.

## История
Находки от човешки обиталища са откривани в района на населените места Кълдърушани, Глина и Гяжна край Букурещ. Счита се, че датират от времето на палеолита и неолита. Следи от селища на даките са открити в района на Пантелимон, Снагов, Мъгуреле и Брагадиру. Името „Илфов“ се споменава за първи път в дарителен документ от 1482 г., носещ подписа на владетеля Влад Калугарул, с който дарява земя на манастира Снагов.

## География
Илфов е сред най-малките окръзи в Румъния. Намира се във Влашката низина, където земята е плодородна и изобилна. В монография за Румъния от 1972 г. се отбелязва, че той е 5-и по големина сред румънските окръзи и обхваща площ от 8225 km2. 9 години по-късно територии от окръга са придадени на съседните и му е даден статут на „Селскостопански район“.
През 1997 г. името и статутът на района са променени на Окръг Илфов. Включва 32 общини и 8 града – Буфтя, Отопени, Волунтари и др.) на площ от 1593 km2. Населението му е 486 644 души (по приблизителна оценка от януари 2020 г.).
Географските координати на окръга са следните: 44°17’ – 44°46’ северна ширина и 25°52’ – 26°27’ западна дължина. Илфов граничи с окръзите Прахова (на север), Дъмбовица (на запад), Гюргево (на югозапад) и Яломица и Калъраш (на изток). Климатът е умерено-континентален със средногодишни валежи от 460 – 500 mm. По-важни реки са Яломица, Дъмбовица и Колентина, а по-големи езера – Черница, Снагов и Калдарушани.

## Общини
- Брънещ

## Население

### Българи
Броят на българите в окръга се оценява на около 31 хил. души.